# Z.1007 (航空機)
Z.1007 アルシオーネ
- 用途：爆撃機
- 製造者：カント社（カンティエーリ・リウニーティ・デッラドリアーティコ）
- 運用者： イタリア王国（イタリア王立空軍）
- 初飛行：1937年3 月
- 生産数：660機
- 運用開始：1939年5 月
- 運用状況：退役

Z.1007はカント社（カンティエーリ・リウニーティ・デッラドリアーティコ）が開発した3基のエンジンを搭載したイタリア空軍の爆撃機。愛称はカワセミを意味するアルシオーネ (Alcione)。
試作機が1937年3月に初飛行し、1938年から生産が始まった。その年の10月にイタリア軍によるギリシャ侵攻（バルカン戦線 (第二次世界大戦)）で初投入され、1940年9月のバトル・オブ・ブリテンでも使用された。

## 概要
カントZ.1007は、1935年から開発が開始された中型の陸上爆撃機である。設計主務者はフィリッポ・ザパタ（Filippo Zappata）技師。原型機は1937年3月に初飛行し、最高速度430km/h、航続距離2,800kmの性能を示した為、すぐに量産が開始されることになった。34機が生産された後、装備していたエンジン（イソッタ・フラスキーニ・アッソ10RC15 液冷エンジン）がややアンダーパワーであることが指摘され、エンジンをさらに強力な物に換装することになった。この型はZ.1007bisと呼ばれ、かなりの性能向上が見られたため1939年から生産開始された。Z.1007bisは本機の主力生産型になった。
カントZ.1007は、全木製の3発低翼単葉機で、イタリア空軍の他の主力爆撃機SM.79、BR.20に比べるとなだらかなラインを持ったより近代的な機体であった。速度や航続距離はSM.79を上回っており、武装や機体の信頼性はBR.20より優れていた。ただし、全木製の構造故に気候が極端な場所での運用には適しておらず、アフリカ方面の戦線では満足に働くことができなかった。バリエーションとして双尾翼と単尾翼の型が存在するが、性能的に大きな変化はない。
1940年9月からZ.1007bisがベルギーに派遣され、バトル・オブ・ブリテンにも導入された。ただし、爆撃の主力はBR.20で、本機は後方で牽制行動を主に行った。その後はギリシアを初めとするバルカン戦線と、シチリア、サルディニアを基地とする地中海方面を中心に活動した。戦線の拡大により、一部はアフリカ北部やソ連方面でも使用された。
1943年になって、さらに強力なエンジンに換装した型が出現した。これがZ.1007terで、爆弾の搭載量が減少したが最高速度は500km/hに向上し、航続距離も2,250kmに伸びた。
総生産機数は561機で、内訳は、Z.1007が35機、Z.1007bisが476機、Z.1007terが50機である。